# Bereczki Zoltán
Bereczki Zoltán (Budapest, 1976. május 2. –) EMeRTon-díjas magyar színész, énekes, zenei producer. Volt felesége Szinetár Dóra Jászai Mari-díjas színművész. Két lánya van, Zora Veronika és Flóra.

## Életpályája
Az Ernst Thälmann, majd a Sallai Imre Általános Iskola tanulója volt. 5-től 10 éves koráig (1981–1986) versenyszerűen úszott a Vasas SC-ben, majd négy évig kajakozott az MTK-ban. A Neumann János Számítástechnikai Szakközépiskolában érettségizett. Ebben az időben működött első zenekara, a Styx. Két évig dobolt, hegedült, és két évig énekelt a Magyar Rádió Gyermekkórusában.
A középiskola ideje alatt került Toldy Mária énektanárhoz, aki felismerve tehetségét, az első meghallgatás után felvette. 2001-ben végzett a Színház és Filmművészeti Főiskola operett-musical tanszakán. Ugyanebben az évben megjelent első szólólemeze „Száz év” címmel. A főiskola közben levelezőn elvégzett egy közgazdasági iskolát is.
2004-ben zenei producerként is bizonyított: ő készítette az „Operett Angyalai” formáció hangszerelését, és a Budapesti Operettszínház „Mozart!” című produkciójának CD-jét. Az ő nevéhez fűződik a 2005-ben megjelent magyar nyelvű „Rómeó és Júlia” CD is. 2005-ben Súgó Csiga díjat, 2006-ban eMeRTon-díjat kapott „Az év musicalszínésze” kategóriában. 2007-ben fellépett a Magyar Televízió Csináljuk a fesztivált című műsorában, amelynek egyik sorozatát meg is nyerte.
2011-ben részt vett a TV2 A nagy duett című műsorában, ahol Peller Mariann-nal alkotott párost, a döntőben 2. helyezést értek el. 2012-ben felkérték a Megasztár 6 című tehetségkutató egyik zsűritagjának. Zenei vezetője volt Náray Erika és Kökény Attila „Szerelem és Szenvedély” című zenés estjeinek. 2012-től a Centrál Színház tagja. 2013-ban megnyerte a Sztárban sztár című show-műsor első évadát, így ő lett „Magyarország legsokoldalúbb előadóművésze” 2013-ban. A második, a harmadik és a negyedik évadban ő volt a műsor egyik zsűritagja, később a hetedik évadban ismét zsűri tag lett. 2014 januárjában a Magyar Televízió A Dal c. műsor első élő adásában énekelt duettet a Kossuth-díjas Kovács Katival. 2018-ban a Pringles csipszcég Bereczki Zoltán Choices című dalát választotta új, egy évig futó kampányához. A dal egy nemzetközi tenderen nyert, melyre öt pályázat érkezett, és Bereczki volt az egyetlen magyar. A Choices című dalt a színész Balog Lászlóval közösen írta, a szöveg Méhes Adrián munkája, Malek Miklós keverte, és a számnak már önálló klipje is van.
2021 áprilisától a Life TV Ébredj velünk műsorának új férfi műsorvezetője lett, aki Hajdu Steve-et váltotta, aki a Bréking c. műsorba került.
A 2021 SUP világbajnokság nagykövete (Szeptember 9-12, Balatonfüred)

## Magánélete
2005. június 17-én feleségül vette Szinetár Dóra színésznőt, akitől 2013 októberében elvált. Egy közös gyermekük van, Bereczki Zora Veronika, aki 2007-ben látta meg a napvilágot.
2019-től Bata Éva színésznő párja, 2021. augusztus 6-án született meg közös gyermekük, Bereczki Flóra. 2021-ben összeházasodtak.

## Fontosabb szerepei
- Jézus Krisztus Szupersztár (Pilátus) – Budapesti Operettszínház
- Fame (Nick) – Vasutas Musical Stúdió
- Utazás (fiatal forradalmár) – Ferencvárosi Szabadtéri Játékok, Madách Színház
- Elisabeth (musical) (Ferenc József) – Szegedi Szabadtéri Játékok, Budapesti Operettszínház
- A nyomorultak (musical) (Marius) – Madách Színház
- Sors bolondjai (Jay Morrison) – Madách Színház
- Háztűznéző (Anucskin) – Színház- és Filmművészeti Egyetem (Ódry Színpad)
- Chicago (musical) (Billy Flynn) – Madách Színház
- A pókasszony csókja (Molina) – Budapesti Kamaraszínház – Tivoli
- West Side Story (Tony) – Budapesti Operettszínház, Thália Színház
- Kabaré (Cliff) – Budapesti Operettszínház – Raktárszínház
- Mozart! (Schikaneder) – Budapesti Operettszínház
- Rómeó és Júlia (musical) (Mercutio) – Budapesti Operettszínház, Szegedi Szabadtéri Játékok
- Helló! Igen?! (Hello Again!) (A szenátor) – Budapesti Operettszínház – Raktárszínház
- A Szépség és a Szörnyeteg (Lángőr) – Budapesti Operettszínház
- Jövőre, Veled, Itt! (George) – Budapesti Operettszínház – Raktárszínház
- Rudolf (musical) (Pfeiffer) – Budapesti Operettszínház, Szegedi Szabadtéri Játékok
- Szentivánéji álom (Zuboly) – Szegedi Szabadtéri Játékok, Budapesti Operettszínház
- Rebecca – A Manderley-ház asszonya (Maxim de Winter) – Budapesti Operettszínház
- Illatszertár (Kádár úr) – Centrál Színház
- Függöny fel! (Garry) – Centrál Színház
- A Játékkészítő (Hüvelyk Matyi) – Tüskecsarnok
- A Lepkegyűjtő (Ferdinand Clegg) – Centrál Színház
- Pillanatfelvétel[7] (James Dodd) – Átrium Film-Színház
- Nemek és igenek (Tim)-Centrál Színház
- Dolgok, amikért érdemes élni – Játékszín

## Rendezései
- Oláh Kálmán: The Michel Legrand Songbook-Müpa 2022[8]
- Menopauza- Játékszín 2022[9]

## Bemutató
- A lepkegyűjtő (Freddie Clegg) – Centrál Színház – Kisszínpad

## Egyéb
- Van, aki forrón szereti (statiszta) – Budapesti Operettszínház
- Utazás (forradalmár) – Ferencvárosi Nyári Játékok

## Szinkronszerepei
- Az oroszlánkirály 2. – Simba büszkesége (további dalelőadó – főcímdal: Ő benned él; A csaló, a galád)
- Pokémon: Az első film – Mewtwo visszavág (további dalelőadó)
- Mi kell a nőnek? (Cameron)
- Susi és Tekergő 2. – Csibész, a csavargó (Csibész hangja)
- Lilo és Stitch – A csillagkutya (David Kawena hangja)
- Mickey egér – Volt kétszer egy karácsony (Jason Mardsen hangja), további dalelőadó (Hadd legyek jó)
- Charlie angyalai: Teljes gázzal (további magyar hang)
- Mackótestvér (további magyar hang)
- Rocksuli (Tony)
- Egy hisztérika feljegyzései (Sam)
- A velencei kalmár (Launcelot Gobbo)
- Dinotopia (epizódszerep)
- Charlie és a csokigyár (Az umpa-lumpák énekeiben)
- PiROSSZka – A jó, a rossz, a farkas, MEGAnagyi (további dalelőadó)
- Barbie, a Sziget hercegnője (Pat hangja)
- Hupikék törpikék (Okoska hangja)
- Hupikék Törpikék: Karácsonyi ének (Okoska)
- Lorax (Fiatal Valahász)
- Hupikék törpikék 2. (Okoska hangja)
- Khumba (Khumba hangja)
- Hupikék törpikék – A Törpösvölgy legendája (Okoska)
- Csingiling és a soharém legendája – 1000 év (további dalelőadó)
- Trollok (Felnőtt Ágas)
- Trollok a világ körül (Ágas)

## Filmszerepei

### Játékfilmek
| Év   | Cím                                      |
| ---- | ---------------------------------------- |
| 1999 | Nekem lámpást adott kezembe az Úr Pesten |
| 2005 | Sorstalanság                             |
| 2016 | Gondolj rám                              |
| 2017 | Aurora Borealis – Északi fény            |
| 2017 | Egy szerelem gasztronómiája              |

### Tévéfilmek
| Év   | Cím                      | Szerep          |
| ---- | ------------------------ | --------------- |
| 2005 | Rómeó és Júlia – musical | Mercutio        |
| 2019 | Drága örökösök           | Solymosi Zoltán |
| 2019 | Jófiúk                   | Ferenc          |

### Tévéműsorok
| Év                      | Cím                                                                   | Megjegyzés     |
| ----------------------- | --------------------------------------------------------------------- | -------------- |
| 2007–2008               | Csináljuk a fesztivált! 1-3. évad                                     |                |
| 2008                    | Musical slágerek                                                      |                |
| 2008                    | Szombat esti láz                                                      | műsorvezető    |
| 2009                    | Broadway Szilveszter – a Budapesti Operettszínház szilveszteri műsora |                |
| 2011                    | A nagy duett                                                          | szereplő       |
| 2012                    | Megasztár                                                             | zsűritag       |
| 2013                    | A nagy duett                                                          | zenei producer |
| 2013                    | Legenda: R-GO                                                         |                |
| 2013                    | Sztárban sztár                                                        | szereplő       |
| 2014                    | A nagy duett                                                          | zenei producer |
| 2014                    | Sztárban sztár                                                        | zsűritag       |
| 2015                    | Sztárban sztár                                                        | zsűritag       |
| 2016                    | Sztárban sztár                                                        | zsűritag       |
| 2016–2017               | Sztárban sztár                                                        | zsűritag       |
| Sztárban sztár +1 kicsi | szereplő                                                              |                |
| 2019                    | Sztárban sztár leszek!                                                | zsűritag       |
| 2020                    | Sztárban sztár                                                        | zsűritag       |
| 2020                    | Nicsak, ki vagyok?                                                    | szereplő       |
| 2021-2022               | Dancing with the stars                                                | zsűritag       |
| 2022                    | Csináljuk a fesztivált                                                | versenyző      |
| 2024                    | Az Árulók – Gyilkosság a kastélyban                                   | Ártatlan       |
| 2024-                   | Csináljuk a fesztivált!                                               | zsűritag       |

## Diszkográfia

### Szólólemezek
| Év   | Album                       | Legmagasabb helyezés                   | Minősítés    |
| Év   | Album                       | MAHASZ Top 40 album- és válogatáslemez | Minősítés    |
| ---- | --------------------------- | -------------------------------------- | ------------ |
| 2001 | Száz év - Megjelenés: 2001. | -                                      |              |
| 2010 | Álomkép - Megjelenés: 2010. | 2                                      | - Aranylemez |
| 2023 | Téli dalok Megjelés :2023   |                                        |              |

### Duettlemezek
| Év   | Album                                    | Legmagasabb helyezés                   | Minősítés         |
| Év   | Album                                    | MAHASZ Top 40 album- és válogatáslemez | Minősítés         |
| ---- | ---------------------------------------- | -------------------------------------- | ----------------- |
| 2007 | Musical Duett - Megjelenés: 2007         | 1                                      | - 2x Platinalemez |
| 2008 | Musical Duett 2. - Megjelenés: 2008      | 1                                      | - Platinalemez    |
| 2008 | Musical Duett Box - Megjelenés: 2008     | 11                                     | - Aranylemez      |
| 2009 | Musical Duett Koncert - Megjelenés: 2009 | 4                                      |                   |
| 2010 | Duett Karácsony - Megjelenés: 2010       | 1                                      | - Platinalemez    |
| 2011 | Duett - Megjelenés: 2011                 | -                                      |                   |

### Közreműködőként
| Év   | Album                                 | Dal                                                       | Legmagasabb helyezés                   | Minősítés    |
| Év   | Album                                 | Dal                                                       | MAHASZ Top 40 album- és válogatáslemez | Minősítés    |
| ---- | ------------------------------------- | --------------------------------------------------------- | -------------------------------------- | ------------ |
| 2003 | Mozart!                               |                                                           |                                        |              |
| 2004 | Rómeó és Júlia                        |                                                           | 5                                      | Aranylemez   |
| 2005 | Mindhalálig musical                   |                                                           |                                        |              |
| 2005 | A Szépség és a Szörnyeteg             | A szépség és a szörnyeteg                                 | 1                                      |              |
| 2006 | Now.hu 9. Válogatás                   | Fény                                                      |                                        |              |
| 2006 | Rudolf maxi CD                        | Holnap hidja                                              |                                        |              |
| 2007 | Csináljuk a fesztivált 1              | Holnap hajnalig                                           |                                        |              |
| 2007 | Új Juventus mix                       | Fény                                                      | 1                                      | Aranylemez   |
| 2008 | Csináljuk a fesztivált 3              | Billie Jean                                               | 11                                     |              |
| 2008 | Ha egy férfi igazán szeret            | Who wants to live forever                                 | 1                                      | Aranylemez   |
| 2010 | Best Of (Neo FM)                      | Ajándék                                                   |                                        |              |
| 2010 | Rebecca, A Manderley-ház Asszonya     | Úgy kísért e jégmosoly, Elmúlt az éj, Manderley lángokban | 1                                      | Aranylemez   |
| 2012 | Vadonatúj Érzés (Radics Gigi)         | Látomás                                                   |                                        |              |
| 2012 | Karácsonyi gyertyák                   | Ajándék                                                   |                                        |              |
| 2014 | A Játékkészítő (Álmodd meg a csodát!) | Toyboy, Számíthatsz majd rám, Álmodd meg a csodát!        | 1                                      | Platinalemez |

### DVD-k
- Bereczki Zoltán és Szinetár Dóra – Musical Duett Koncert (2009)

### Videóklipek
- Száz év
- Száguldj tovább!
- Ajándék
- Kerek egész
- Choices 2018 [14]
- Csillagtérkép 2021[15]
- Elvarázsolt éj 2021 [16]
- Viharfelhő 2022 [15]
- Ez lesz az a karácsony  (2022)
- Veled minden más lesz (2023)
- Selyemszalagok (2023)
- Zuhanás (2024)

### Közreműködés videóklipekben
- Az összefogás dala – Együtt az ország (2010)
- Anti Fitness Club – Végső kiáltás (2011)
- Álmodd meg a csodát! – A Játékkészítő (2014)

## Díjai, elismerései
- Súgó Csiga díj (2005)
- EMeRTon-díj – Az év musical színésze (2006)
- Fonogram díj – Az év hazai szórakoztató zenei albuma: Bereczki Zoltán és Szinetár Dóra – Musical Duett (EMI) (2008)
- Story Ötcsillag-díj (2008)
- Fonogram díj – Az év hazai szórakoztató zenei albuma: Bereczki Zoltán és Szinetár Dóra – Musical Duett 2. (2009)
- Magyarország legsokoldalúbb előadóművésze 2013-megnyerte a Sztárban sztár című show-műsor első évadját
- Centrál Színház közönségdíja (2015)
- Allee Elegancia díj (2015) [17]
- Televíziós Újságírók díj – A legjobb zsűritag (2020)[18]